# Elevator (film)
Elevator este un film românesc regizat de George Dorobanțu după un scenariu de Gabriel Pintilei. Filmul este adaptarea cinematografică a piesei omonime scrise în 2004 de Gabriel Pintilei, având ca punct de pornire un eveniment real petrecut la Londra în 2002. Atât piesa cât și filmul au câștigat numeroase premii la festivaluri naționale și internaționale.

## Istoric
Gabriel Pintilei începe în 2004 lucrul la scenariul piesei "Elevator" în timpul unei petreceri studențești din căminul UNATC. Revine asupra textului cu câteva zile înaintea încheierii termenului de depunere al lucrărilor pentru concursul DramAcum 2, pe care îl câștigă.
Alexandra Păun și George Dorobanțu devin interesați de ecranizarea piesei dupa ce asistă la o reprezentație a acesteia, în regia Adrianei Zaharia, la Teatrul Foarte Mic din București. În 2005 iau legătura cu Gabriel Pintilei, care acceptă ideea colaborării. În scurt timp asistă la o reprezentație a piesei (în regia autorului), avându-i in rolurile principale pe Iulia Verdeș și Cristi Petrescu, și astfel se stabilește distribuția (integrală a) filmului.
Filmările au loc în august-septembrie 2005, în liftul de marfă al teatrului Odeon, și țin 18 zile. Montajul durează 2 ani, iar la faza de post-producție participă și Florin Piersic Jr în calitate de consultant tehnic. Muzica filmului a fost compusă de Ada Milea, iar piesa de pe genericul final de către Dan Lăzărescu.
Premiera mondială are loc în martie 2008 la International Film Festival of Uruguay.

## Sinopsis
"Un băiat și o fată vor să se izoleze de restul lumii pentru un timp, și ajung într-o fabrică dezafectată de la periferia orașului. Dar aici cad în capcana propriei intenții de a se rupe de oameni, și rămîn blocați în liftul de marfă, care inițial le păruse foarte potrivit pentru aventura lor. Acum nu e nimeni în jur să-i audă, și nimeni nu știe că sînt aici. Printre tentativele numeroase de a scăpa și momentele tensionante care le marchează fiecare eșec, ei au de înfruntat și ideea terifiantă că întregul univers e acum redus pentru ei la o cutie mai mică decît o încăpere."

## Premii
- "Premiul pentru cel mai bun debut în filmul românesc în 2008" din partea Asociației criticilor de film din cadrul UCIN, București, România (mai 2009)
- "Audience Choice Award - Best Film" și "Special Commendation - Best First Film" la South-East European Film Festival, Los Angeles, SUA (mai 2009)
- "Tînără speranță" la gala GOPO 2009, București, România (martie 2009)
- "Premiul pentru montaj" din partea Uniunii Cineaștilor din România (UCIN), București, România (februarie 2009)
- "Audience Choice Award" (Best feature film made by adults about or for youth) la Auburn Film Festival for Children and Youth, Auburn, Australia (septembrie 2008)
- "Fresh Generation Award" la Fresh Film Fest, Karlovy Vary, Cehia (august 2008)
- "Premiul pentru debut în filmul românesc" la Festivalul Internațional de Film Transilvania (secțiunea "Zilele filmului românesc"), Cluj-Napoca, România (iunie 2008)